# Laccosperma korupensis
Espèce
Synonymes
- Laccosperma korupense (préféré par NCBI)[2]
- Laccosperma korupensis[2]

Laccosperma  korupensis Sunderl. est une espèce de plantes du genre Laccosperma, de la famille des Arecaceae (les palmiers).
Plante à fleur, du groupe des monocotylédones, elle a une tige d’environ 10 m de long et des feuilles pouvant atteindre les 1 m de long. On la retrouve dans le parc National de Korup, d’où elle tire son nom. Une collection a été faite tout de même au Congo. Elle croît dans les plaines forestières.